# 加藤老事件
加藤老事件（かとうろうじけん）とは、1915年（大正4年）に発生した強盗殺人事件で被疑者の虚偽の供述により共犯とされた男性に、事件発生から62年後に再審無罪が言い渡された冤罪事件である。日本弁護士連合会が支援していた。

## 事件の概要
1915年7月11日朝、山口県豊浦郡殿居村（現在の下関市）の水田で炭焼き人夫の男性（当時50歳）が刃物で全身を切り付けられ死亡しているのが発見された。男性には博打で勝った金を溜め込んでいるという評判があり、自宅には荒らされた跡があった。警察は金銭目当てもしくは賭博上の怨恨理由とみて捜査を開始し、事件当夜に被害者と喧嘩をしていたとの目撃証言があり、負債もあった馬車引きの男X（当時34歳）を7月22日に逮捕した。
Xは当初、自分は従犯であり主犯は同村の炭焼き人夫の夫婦であると供述。警察は夫婦を逮捕し体を縛り上げて棒で叩くなどの拷問を加えたが、後日、夫のアリバイが判明し2人は釈放された。次にXは、主犯は同村の農民で窃盗の前科がある加藤新一（当時24歳）であると供述を変え、その供述に基づき7月25日に加藤が逮捕された。加藤は両人差し指と腰の骨を折られるなどの拷問を受けながらも一貫して容疑を否認。しかし鑑定で人血が附着しているとされた父親の着衣と藁切り刀を物証としてXとともに起訴された。
加藤は法廷でも無実を主張するも、1916年に山口地裁と広島控訴院（現在の広島高裁）は2人に無期懲役を言い渡した。加藤は上告したが、同年に大審院（現在の最高裁判所）は上告を棄却した。

## 服役後
Xは1918年に三池刑務所で獄死。加藤は模範囚として久留米少年刑務所（現在の佐賀少年刑務所）で職業訓練を指導し、服役から14年後の1930年（昭和5年）に仮出所した。
その後、加藤は1963年の吉田岩窟王事件の再審無罪を聞き、同年から1974年までに独力で5度にわたる再審請求を行ったが、全て棄却された。1972年には日本弁護士連合会（日弁連）が事件調査に乗り出したこともあったが、新事実の発見は困難であるとして支援は断念された。しかし1975年の白鳥決定を経て日弁連は支援を再開、物証の再鑑定と精神鑑定の結果を踏まえ翌年9月に広島高裁は第6次再審請求を受理、再審を開始した。なお、第6次再審請求において凶器とされていた藁切り刀の再鑑定を行った上野正吉東京大学名誉教授は、遺体の傷は藁切り刀とは一致しないと結論付けるとともに、今まで1度も法医学的な再鑑定が行われなかったのは弁護士の怠慢であると指摘している。
1977年7月7日、干場義秋裁判長は、共犯者の供述は信用し得ず全ての物証に証拠価値はない、として加藤に無罪を言い渡した。事件発生から62年後の無罪判決は日本の司法史上最長である。
その後、加藤は国家賠償請求訴訟を起こすも、その最中の1980年4月29日に89歳で死去した。訴訟はその後も続けられたが、裁判官の過失が否定されるなどして同年7月15日に請求は棄却された。

## 一審証言の不可解
第1次再審請求にともない、かつて着衣の血痕鑑定を行った下関市の医師が1963年に証人調べを受けた。ところが一審判決の文中にある
という着衣に附着した斑痕についての文言についてこの医師は、自分がこの事件で裁判の証人となったことはなく、自分が鑑定資料として受け取った布片からは血液の附着様態についての鑑定はそもそも不可能である、としてそれを否定した。この証言をもとに、翌年4月10日の衆議院法務委員会で社会党の細迫兼光議員が、一審でなされた証言は替え玉によるものではないかと指摘している。
しかしながら事件に関する裁判記録は3つの判決文を除き1932年に廃棄されているため、真相の究明は困難である。